# (206241) Dubois
(206241) Dubois es un asteroide perteneciente al cinturón de asteroides, descubierto el 24 de noviembre de 2002 por el equipo del Near Earth Asteroid Tracking desde el Observatorio Palomar, California, Estados Unidos.

## Designación y nombre
Designado provisionalmente como 2002 WM28. Fue nombrado por el anatomista, cirujano y paleontólogo holandés Marie Eugène François Thomas Dubois (1858-1940) fue el “padre fundador” de la paleoantropología. Su búsqueda dedicada culminó en 1891 con el descubrimiento de los primeros fósiles de Homo erectus en un banco del río Solo cerca de Trinil, Java. El nombre fue sugerido por M. Langbroek.

## Características orbitales
Dubois está situado a una distancia media del Sol de 3,115 ua, pudiendo alejarse hasta 3,622 ua y acercarse hasta 2,609 ua. Su excentricidad es 0,163 y la inclinación orbital 5,521 grados. Emplea 2008,50 días en completar una órbita alrededor del Sol.
Los próximos acercamientos a la órbita de Júpiter ocurrirán el 10 de octubre de 2045, el 25 de diciembre de 2055 y el 5 de marzo de 2066.

## Características físicas
La magnitud absoluta de Dubois es 16,06. 